# سن-بازیل-لو-گراند، کبک

نمایی از کلیسای شهرک سن-بازیل-لو-گراند در ناحیه مونترژی، کبک کانادا - ۲۰۲۲

سن-بازیل-لو-گراند (به فرانسوی: Saint-Basile-le-Grand) شهرکی در منطقه شهری لا وله-دو-ریشولیو ناحیه مونترژی در استان کبک کانادا است. در سرشماری سال ۲۰۱۱ این شهرک ۱۵٬۱۰۰ نفر جمعیت داشته‌است و مساحت آن ۳۴٫۸۲ کیلومتر مربع است.